# Belén Dutto
María Belén Dutto, née le 22 mai 1987 à Alta Gracia, est une coureuse cycliste argentine, spécialiste du BMX.

## Biographie
Sourde depuis sa naissance avec une perte auditive de 98%, María Belén Dutto a représenté l'Argentine dans différentes compétitions internationales. En 2006, elle est médaillée de bronze du BMX cruiser aux mondiaux de São Paulo.
En 2008, elle se qualifie pour les Jeux olympiques de Pékin avec sa compatriote et triple championne du monde Gabriela Díaz. Après avoir décroché une quatorzième place en qualification, Dutto obtient un total de 20 points et prend la septième place de sa demi-finale, insuffisant pour se qualifier pour la finale,,.
Elle a également remporté la médaille d'or aux championnats d'Amérique latine de BMX en 2009 à São Paulo.

## Palmarès en BMX

### Jeux olympiques
- Pékin 2008
  - Éliminée en demi-finales du BMX

### Championnats du monde
- São Paulo 2006
  -  Médaillée de bronze du BMX cruiser

### Coupe du monde
- 2013 : 41e du classement général

### Jeux sud-américains
- Buenos Aires 2006
  -  Médaillée d'argent du BMX en 20 pouces
  -  Médaillée d'argent du BMX en 24 pouces